# Триполи (Ливан)

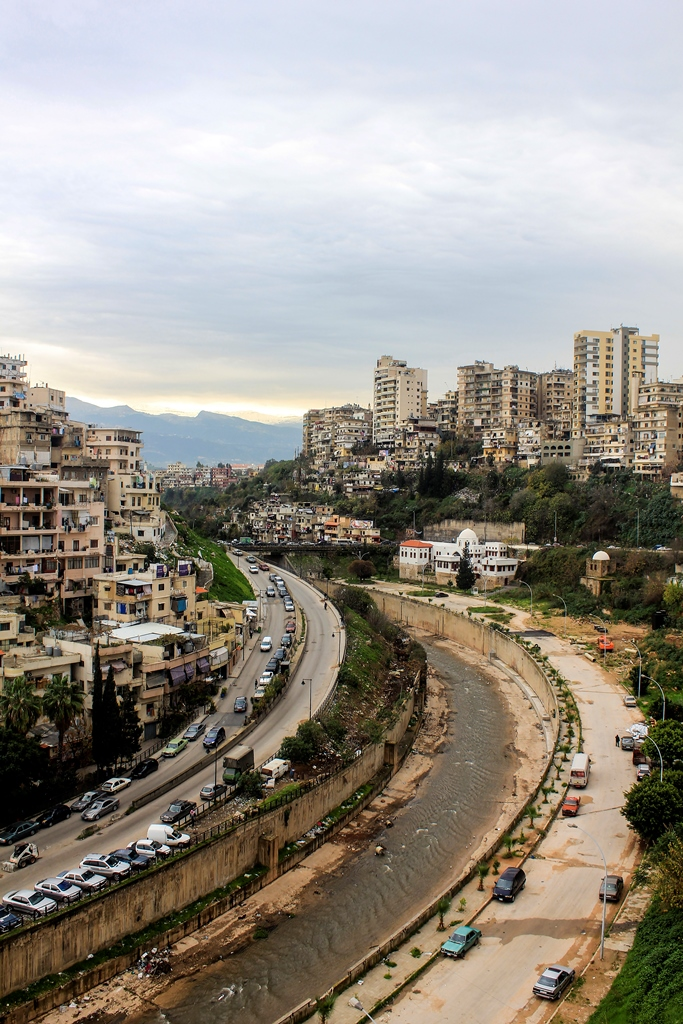
Река Нахр Абу Али протекающая через Триполи.

Три́поли (араб. طرابلس‎, Ṭarābulus; ливанск. араб.: طَرَابُلُس, Ṭrāblos; греч. Τρίπολις / Tripolis; тур. Trablusşam) — второй по величине город в Ливане, административный центр мухафазы Северный Ливан. Расположенный в 85 километрах к северу от Бейрута, он является столицей мухафазы Северный Ливан и Триполийского района. Из Триполи открывается вид на восточную часть Средиземного моря, и это самый северный морской порт в Ливане. В пределах территории города имеется цепочка из четырёх небольших островов в море, они также являются единственными островами в Ливане. Пальмовые острова были объявлены охраняемой территорией из-за их статуса убежища для находящихся под угрозой исчезновения головастых черепах, редких тюленей-монахов и перелётных птиц. Триполи граничит с городом Эль-Мина, портом Триполийского района, с которым он географически связан, образуя большую Трипольскую агломерацию.
В древние времена здесь был центр Финикийской конфедерации, в которую входили Тир, Сидон и Арвад, именно поэтому Триполи с греческого переводится как «тройной город». Позднее город последовательно контролировался персами, римлянами, арабами, крестоносцами, мамлюками и турками. В XII веке на этом месте крестоносцы основали графство Триполи.
С образованием Ливана и распадом в 1948 году сирийско-ливанского таможенного союза Триполи, когда-то не уступавший по экономическому и торговому значению Бейруту, был отрезан от своих традиционных торговых связей с внутренними районами Сирии и во многом потерял своё значение как торговый центр и транспортный узел.
Сегодня это второй по величине город и порт в Ливане. Мусульмане-сунниты составляют 80 % населения. Город разделён на район порта Эль-Минья и собственно город Триполи.

## Топонимика
Триполи имел несколько различных названий ещё в финикийскую эпоху. В Амарнских письменах упоминается название Дербли, возможно, семитское родственное современному арабскому названию города Тарабулус, а в других местах упоминаются «Ахлия» или «Валя» (XIV век до н. э.). В табличке, посвящённой захвату Триполи ассирийским царём Ашшурнацирапалом II (888—859 годы до н. э.), город зовётся Махаллата или Махлата, Майза и Кайза.
Финикийцы обычно называли Триполи Атар. Когда греки поселились в городе, они обычно именовали его Τρίπολις (Триполис), что означает «три города», под влиянием более раннего фонетически похожего, но этимологически не связанного названия Дербли. Арабы называли его Тарабулус и Тарабулус аль-Шам (производного от арабского названия Леванта-биляд аль-Шам которое было дано, чтобы отличить его от ливийского Триполи с тем же названием).
Сегодня Триполи также известен как Аль-Файда (الفيحاء), что является термином, производным от арабского глагола фаха — «пахнуть». Триполи когда-то славился своими обширными апельсиновыми садами. Во время цветения пыльца апельсиновых деревьев распространяла по всему городу и окрестностям приятный запах.

## История

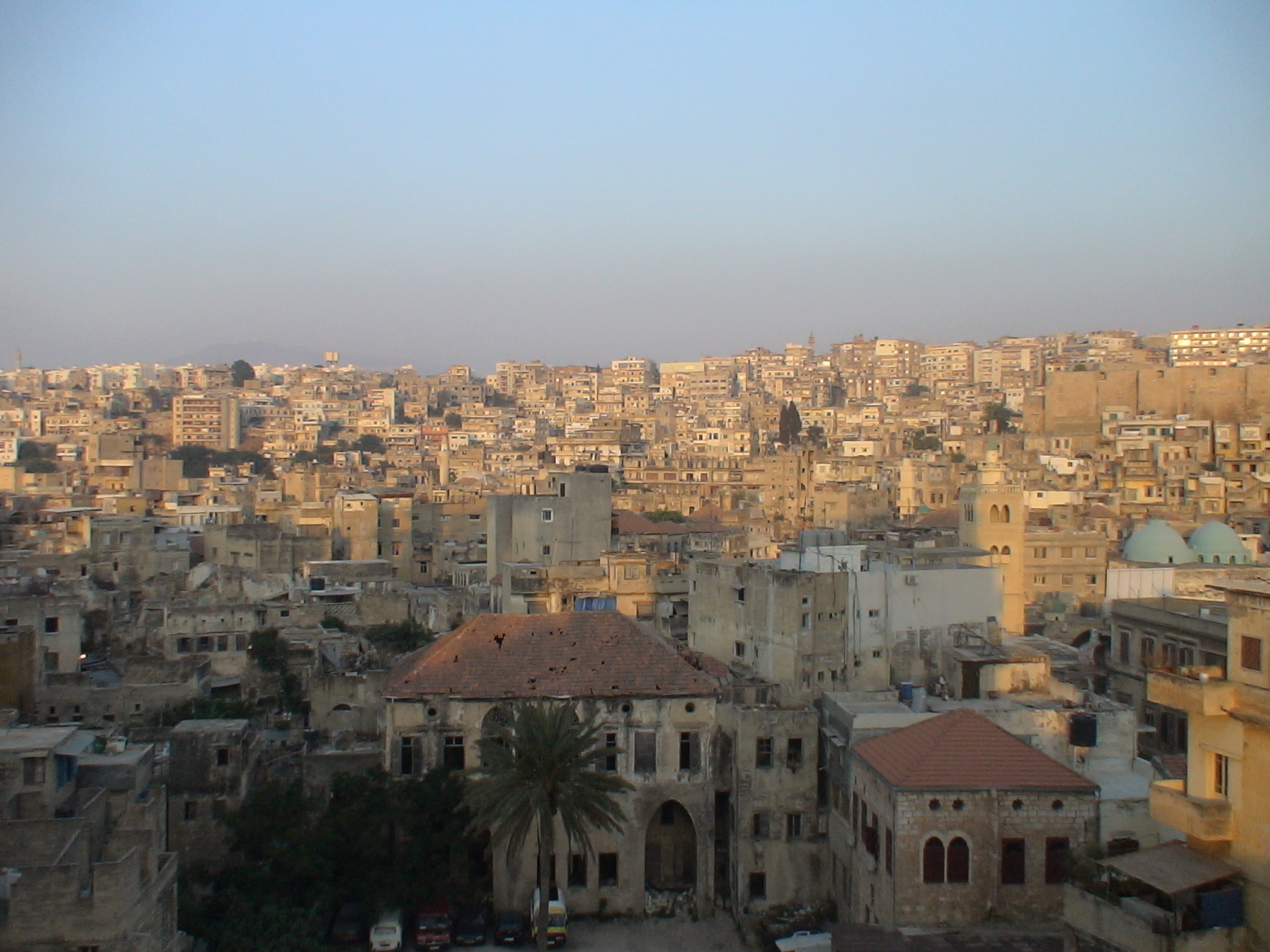
Вид на исторические кварталы Триполи.

Свидетельства о поселении на месте Триполи датируются ещё 1400 годом до н. э. В IX веке до н. э. финикийцы основали торговую станцию в Триполи, а позже, под персидским владычеством, город стал центром конфедерации финикийских городов-государств Сидона, Тира и Арвада. При эллинистическом правлении Триполи использовался как военно-морская верфь и город пользовался автономией. Он попал под римское правление около 64 года до н. э. Землетрясение в Бейруте в 551 году и цунами разрушили Триполи вместе с другими прибрежными городами Средиземноморья.
Во время правления Омейядов Триполи стал торговым и судостроительным центром. Он достиг полунезависимого положения при правлении Фатимидов, когда превратился в центр получения образования. Крестоносцы осадили город в начале XII века и смогли, наконец, захватить его в 1109 году. Это привело к обширным разрушениям, включая сожжение знаменитой библиотеки Триполи (Дом знаний) с её тысячами томов. Во время правления крестоносцев город стал столицей графства Триполи на 180 лет. Они же построили здесь крепость Мон-Пелерен. В 1289 году он пал под ударами мамлюков, и старая портовая часть города была разрушена. Затем рядом со старым замком был построен новый внутренний город. Во время османского владычества с 1516 по 1918 год он сохранил своё процветание и коммерческое значение. Триполи и весь Ливан находились под французским мандатом с 1920 по 1943 год, когда Ливан добился независимости.

### Древний период
Многие историки отрицают наличие финикийской цивилизации в Триполи до VIII (а иногда и IV) века до н. э. Другие утверждают, что уклон с севера на юг финикийских портовых сооружений на ливанском побережье указывает на более ранний возраст финикийского Триполи.
Триполи не был широко раскопан, потому что древний город находится под современным городом Эль-Мина. Однако несколько случайных находок сейчас находятся в музеях. Раскопки в Эль-Мине выявили останки древних волков, угрей и газелей, часть древней южной портовой набережной, мельницы, различные типы колонн, колёс, луков и некрополь конца эллинистического периода. Зондирование, сделанное в замке крестоносцев, обнаружило руины со времён бронзового и железного веков, в дополнение к руинам римского и фатимидского периода. В районе Абу-Халка (у южного входа в Триполи) были обнаружены укрытия, датируемые ранним (30 000 лет) и средним каменным веком.

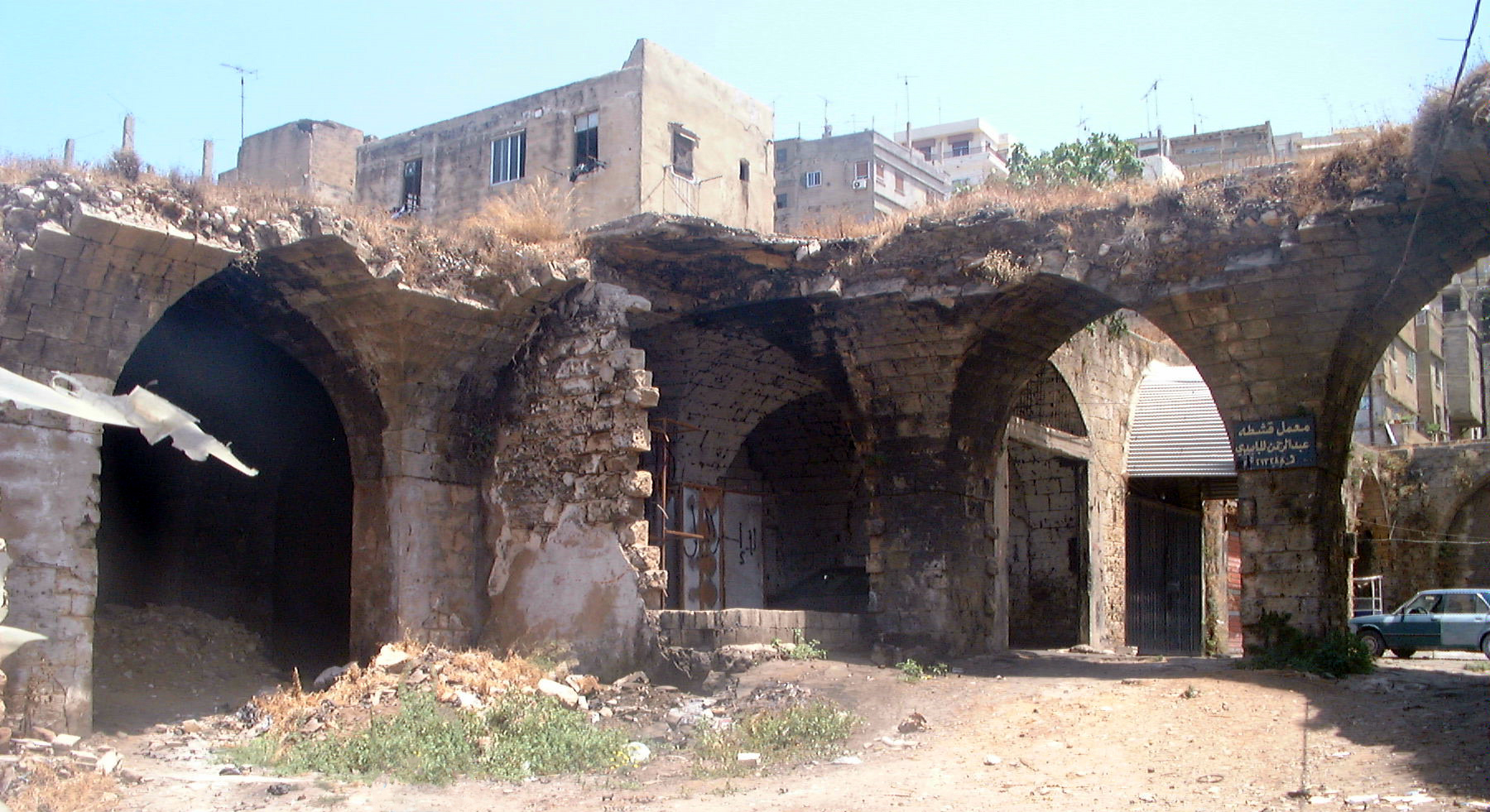
Руины в Триполи.

Триполи стал финансовым центром и главным портом северной Финикии с морской торговлей, ориентированной на восточное и западное Средиземноморье, а также караванной торговлей, связанной с северной Сирией и другими внутренними районами.
При Селевкидах Триполи получил право чеканить свои собственные монеты (112 год до н. э.); ему была предоставлена автономия между 105 и 104 годами до н. э., которую он сохранял до 64 года до н. э. В то время Триполи был центром кораблестроения и торговли кедровым лесом (как и другие финикийские города).
В Римский период Триполи был свидетелем строительства важных общественных зданий, включая стадион или гимназию, благодаря стратегическому положению города на полпути к имперскому прибрежному шоссе, ведущему из Антиохии в Птолемаиду. Кроме того, Триполи сохранил ту же конфигурацию из трёх отдельных и административно независимых кварталов (Арвадийцы, Сидонцы и Тирийцы). Территория за пределами города была поделена между тремя кварталами.

### Период Омейядов, Аббасидов и Фатимидов
Триполи приобрёл значение торгового центра для всего Средиземноморья после того, как его захватили арабы. Триполи был портовым городом Дамаска; вторым военным портом арабского флота после Александрии; процветающим торговым и судостроительным центром; богатым княжеством под властью эмира бербера исмаилита Бану Аммара. Юридически Триполи входил в юрисдикцию военной провинции в центре с Дамаском (Джунд Димашк).
```
Во время визита путешественника 
Насира Хосрова
 в 1047 году он оценил численность населения Триполи примерно в 20 000 человек, и всё население было мусульманами-шиитами
[
14
]
. И согласно Насиру Хосрову, фатимидский султан поднял могучую армию из Триполи, чтобы защитить её от ромейских, франкских, андалузских, марокканских вторжений и набегов
[
14
]
.
```

### Период крестоносцев

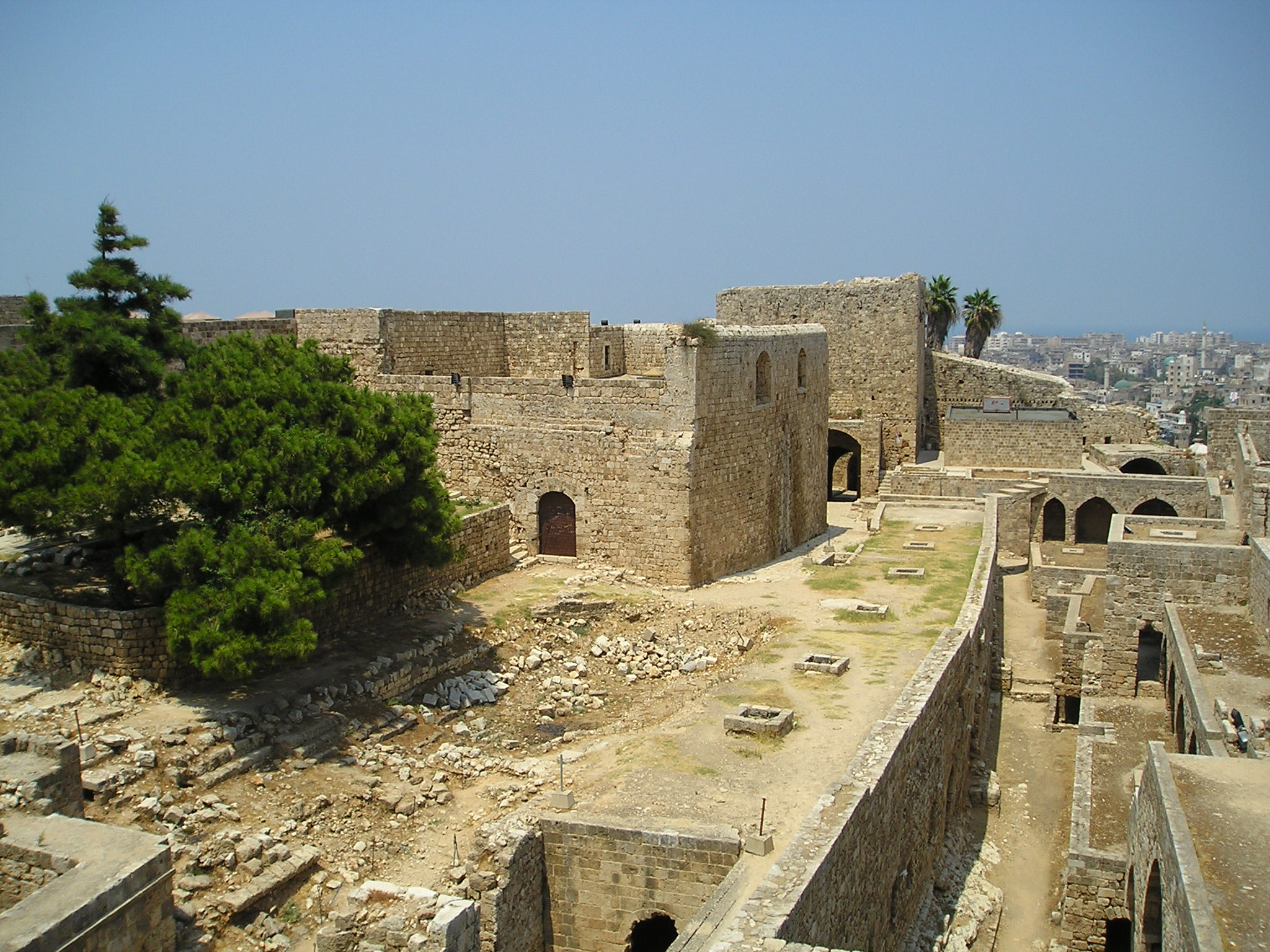
Мон-Пелерен.

Город стал главным городом графства Триполи (латинское государство крестоносцев Леванта), простирающегося от Библоса до Латакии и включающего регион Аккар со знаменитым замком Крак-де-Шевалье. Триполи был также резиденцией епископа. Триполи был оживлённым портом и крупным центром шелкоткачества, насчитывающим до 4000 ткацких станков. Важными продуктами того времени были лимоны, апельсины и сахарный тростник. В течение 180 лет, во время франкского правления, окситанский был одним из языков, на которых говорили в Триполи и соседних деревнях. В то время в Триполи проживало разнородное население, включавшее западноевропейцев, греков, армян, маронитов, несториан, евреев и мусульман. В период крестовых походов Триполи стал свидетелем роста внутреннего поселения, окружающего «гору паломника» (цитадель), в застроенный пригород, включающий основные религиозные памятники города, такие как: «церковь Гроба Господня горы паломника» (включающая шиитскую святыню), башенная церковь Святой Марии и церковь кармелитов. Государство было главной базой операций для военного ордена рыцарей-госпитальеров, который занимал знаменитый замок Крак-де-Шевалье (сегодня объект всемирного наследия ЮНЕСКО). Государство прекратило своё существование в 1289 году, когда оно было захвачено Мамлюкским султанатом во главе с Калаун аль-Мансуром. Сам Триполи пал в 1289 году после тяжёлой осады. Большая часть населения города была перебита, хотя многим удалось бежать на кораблях. Те, кто укрылся на соседнем острове Сен-Томас, были захвачены мамлюками 29 апреля. Женщины и дети были взяты в качестве рабов, а 1200 заключённых были отправлены в Александрию, чтобы работать на строительстве нового арсенала султана. Триполи был стёрт с лица земли, и Калаун приказал построить новый Триполи в другом месте, в нескольких милях от старого, у подножия Мон-Пелерен.

### Период мамлюков

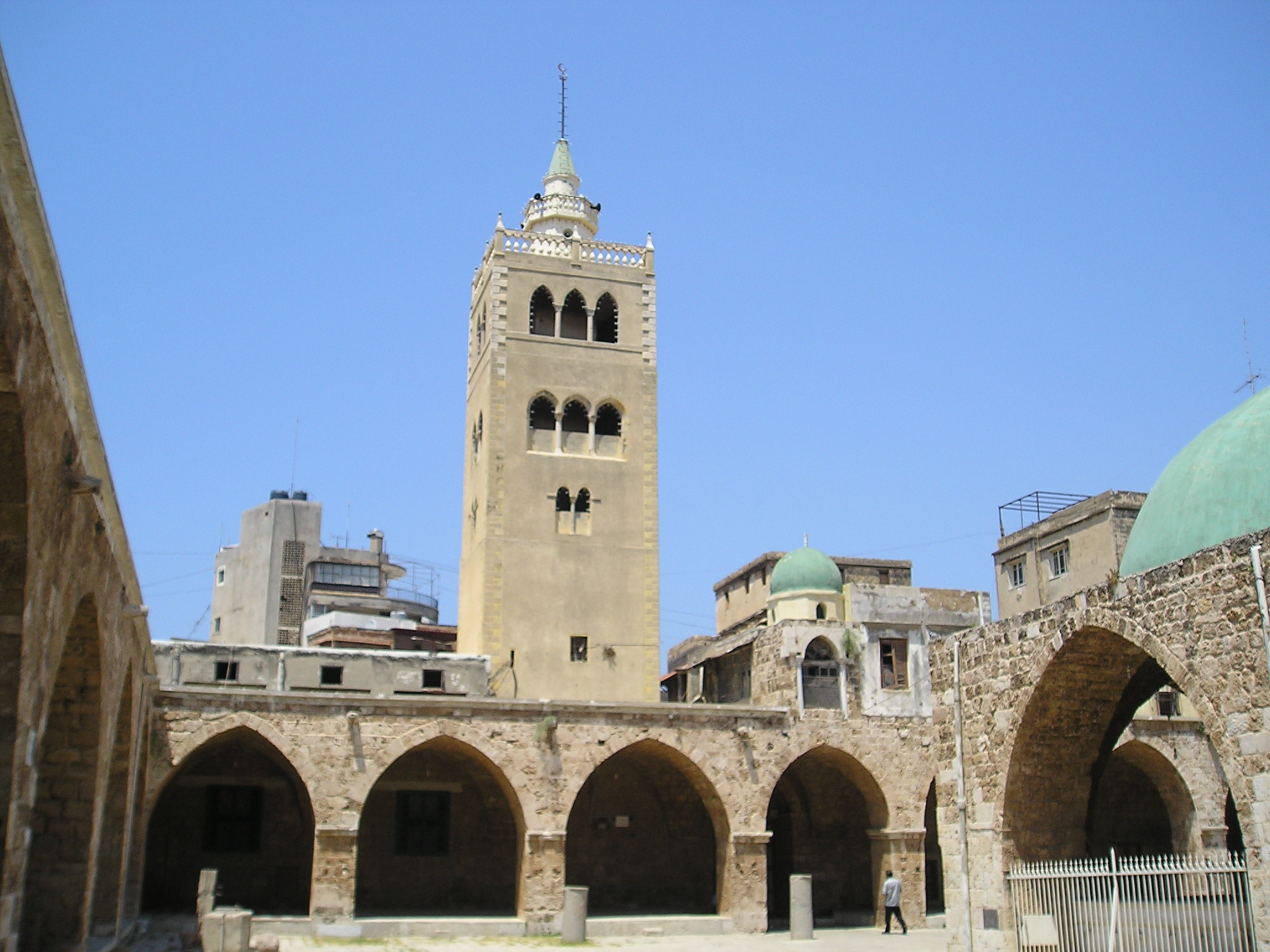
Минарет большой мечети Мансури.

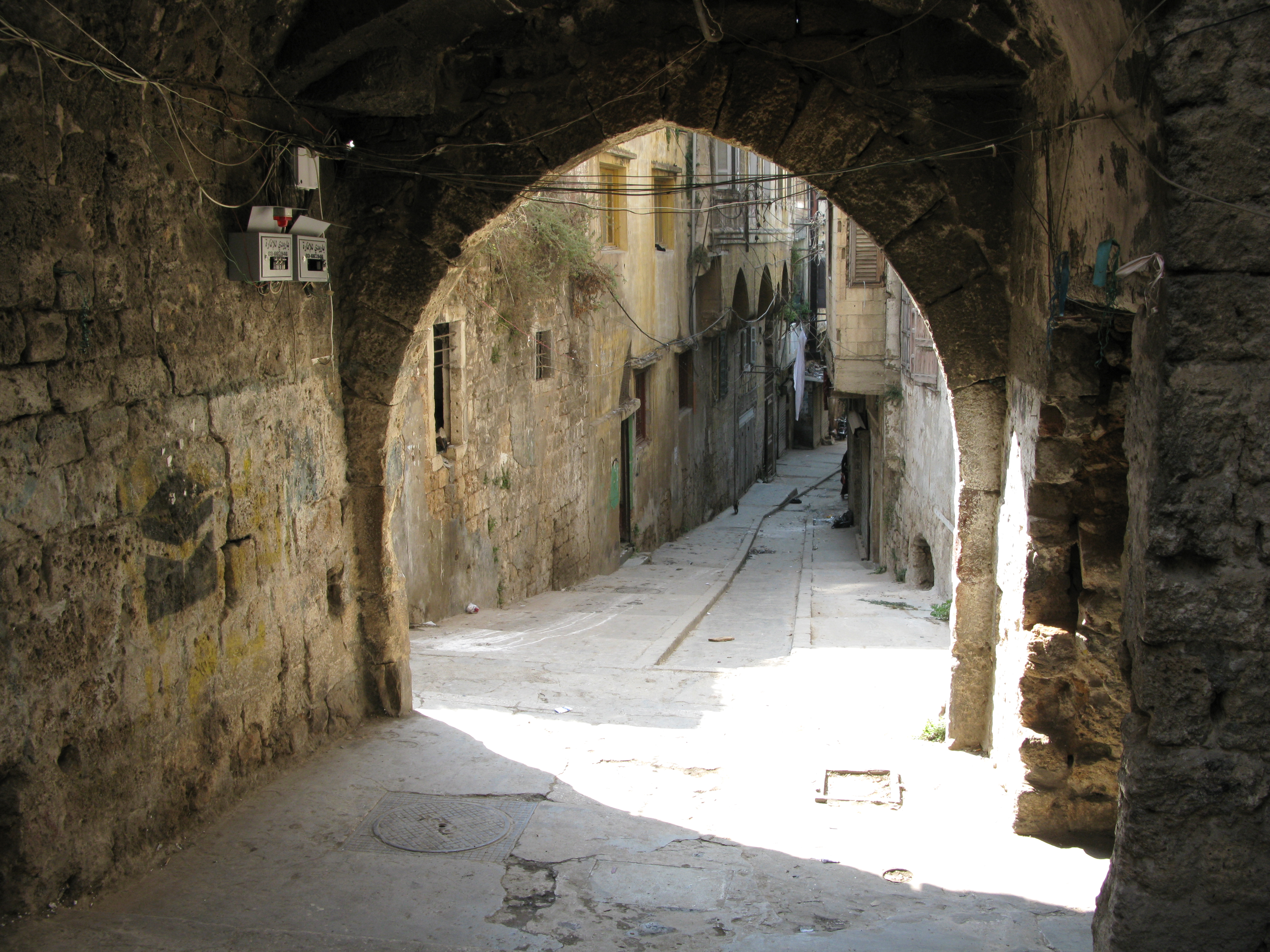
Центр исторического Триполи.

В мамлюкский период новый Триполи стал центральным городом и провинциальной столицей в мамлюкской Сирии. Триполи занял третье место после Алеппо и Дамаска. Султанат был разделён на шесть вилайетов или провинций, которые простирались от Библоса на юге, до Латакии и гор Ансария на севере. Они также включали в себя Эль-Хирмиль, равнину Аккар и район, где располагается Крак-де-Шевалье.
Триполи стал крупным торговым портом Сирии, снабжавшим Европу конфетами, хлебом и сахарной пудрой (особенно во второй половине XIV века). Основными продуктами сельского хозяйства и мелкой промышленности были цитрусовые, оливковое масло, мыло и текстиль (хлопок и шёлк, особенно бархат).
Мамлюки составляли правящий класс, занимавший основные политические, военные и административные функции. Арабы составляли основу населения (религиозную, промышленную и торговую), а основное население включало коренных жителей города, иммигрантов из разных частей Сирии, североафриканцев, сопровождавших армию Калауна во время захвата Триполи, ливанских православных христиан, некоторое количество семей из Западной Европы и меньшинство евреи. Численность населения мамлюкского Триполи оценивается в 20 000 — 40 000 человек против 100 000 в Дамаске и Алеппо в каждом по отдельности.
Мамлюкский Триполи в этот период имел высокий темп роста и быстро развивался (по рассказам путешественников). Город имел семь сторожевых башен на месте гавани, чтобы защитить внутренний город, включая то, что всё ещё стоит сегодня как Башня Льва. В этот период замок Мон-Пелерен был расширен в качестве цитадели мамлюкского Триполи. Акведук принца использовался повторно для подачи воды из источника Рашин. Было построено несколько мостов, а окружающие сады расширились за счёт осушения болот. Пресная вода подавалась в дома с их крыш.
Городская форма мамлюкского Триполи была продиктована главным образом климатом, конфигурацией территории, обороной и городской эстетикой. Планировка основных магистралей определялась в соответствии с преобладающими ветрами и рельефом местности. Город не имел укреплений, но тяжёлая строительная конструкция характеризовалась компактными городскими формами, узкими и извилистыми улицами для трудного проникновения в город. Жилые районы были переброшены через улицы в стратегических точках для наблюдения и обороны. В городе также было много бойниц и узких щелей на перекрестках улиц.
Религиозные и светские здания мамлюкского Триполи представляют собой прекрасный образец архитектуры того времени. Самые древние из них были построены из камней, взятых из разрушенных церквей XII и XIII веков; особенности архитектуры этого периода лучше всего видны в мечетях и медресе, исламских школах. Именно медресе больше всего привлекают внимание, поскольку они включают в себя весьма оригинальные конструкции, а также украшения. Одним из лучших является медресе Аль-Буртасия, с элегантным фасадом, отделанным чёрным и белым камнем, и высоко украшенной перемычкой над главной дверью.

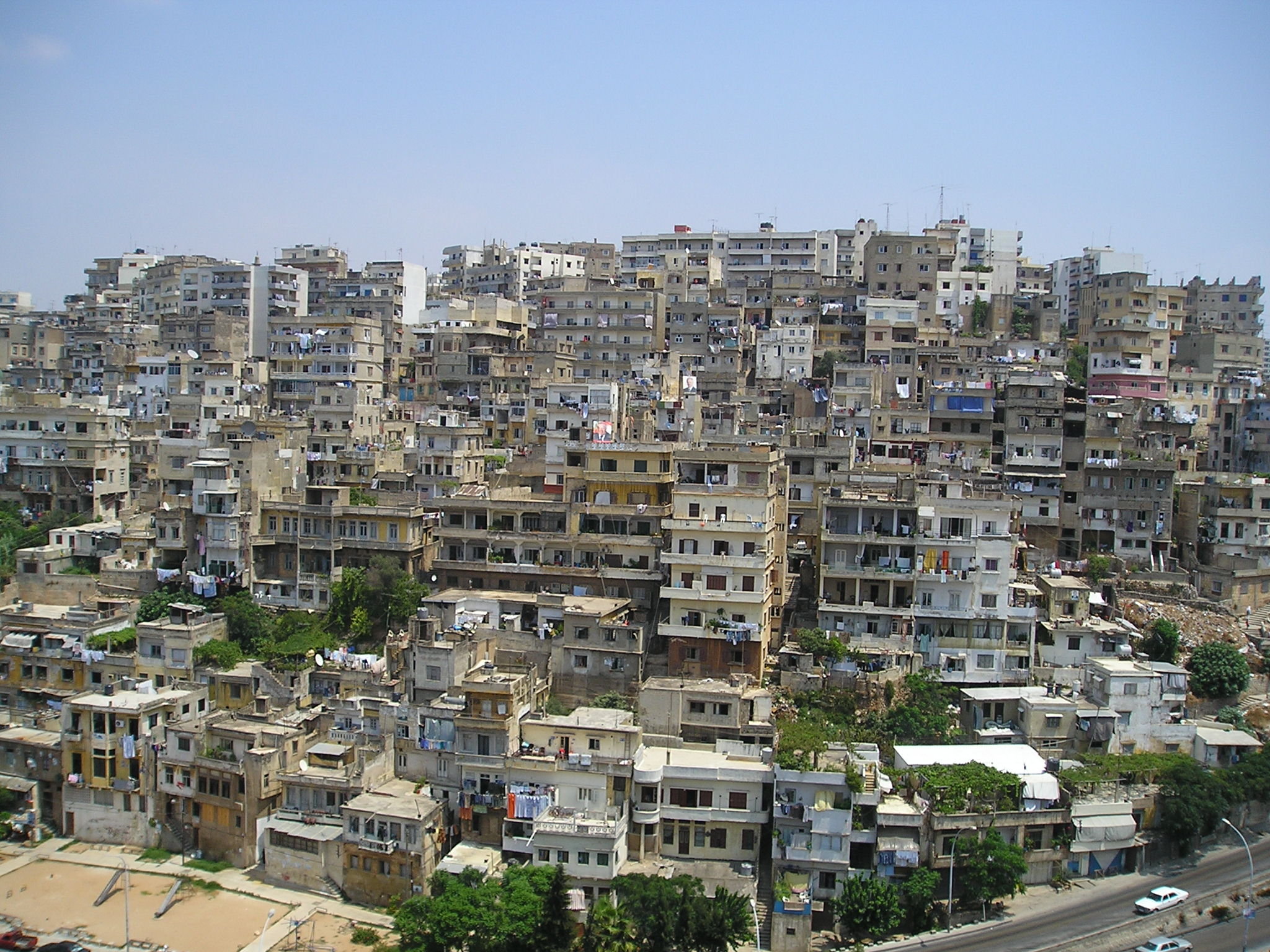
Жилой квартал в восточном Триполи.

Общественные здания в мамлюкском Триполи были подчёркнуты посредством обработки фасадов и выравнивания улиц. Хорошо огранённые и хорошо обработанные камни (местный песчаник) использовались как средства строительства и для декоративных эффектов на возвышениях и вокруг отверстий (техника аблака чередования светлых и тёмных каменных ходов). В качестве вертикальных опор использовались несущие стены. Крестовые своды занимали большую часть пространства от молитвенных залов до закрытых прямоугольных комнат, галерей вокруг дворов. Купола были построены над заметными и важными пространствами, такими как гробницы, михрабы и крытые дворы. Типичные строительные детали в мамлюкском Триполи включали крестовые своды с вогнутыми пазами, встречающимися в восьмиугольных отверстиях, а также простые купола или ребристые купола.
Украшения в мамлюкских зданиях концентрировались на наиболее заметных участках: минаретах, порталах, окнах снаружи и михрабах, стене киблы и на полу внутри. Украшения в то время можно подразделить на структурные украшения (найденные вне зданий и включающие в себя саму среду строительства, такую как стены аблака, простые или зигзагообразные лепнины, мотивы рыбьей чешуи, зубчатые перемычки или вуссуары, надписи и мукарны) и прикладные украшения (найденные внутри зданий и включающие использование мраморной маркетри, лепнины и стеклянной мозаики).
Основные здания в мамлюкском Триполи включали шесть конгрегационных мечетей (Большая мечеть Мансури, мечети аль-Аттар, Тайналь, Аль-Увайсият, Аль-Буртаси и Аль-Тавбат). Кроме того, были построены две квартальные мечети (Абд аль-Вахед и Аргун-Шах) и две мечети, построенные на пустыре (Аль-Буртаси и Аль-Увайсият). Другие мечети представляли собой ранее (церкви и магазины). Мамлюкский Триполи также включал 16 медресе, из которых четыре больше не существуют (Аль-Зурайкият, аль-Аттар, Аль-Рифайя и Аль-Умарият). Шесть медресе сосредоточились вокруг большой мечети. Триполи также включал ханаку, множество светских зданий, три хаммама (турецкие бани), которые известны своими куполами. Хаммамы были роскошно украшены, и свет, льющийся из их куполов, усиливает внутреннюю атмосферу этого места.

### Османский период

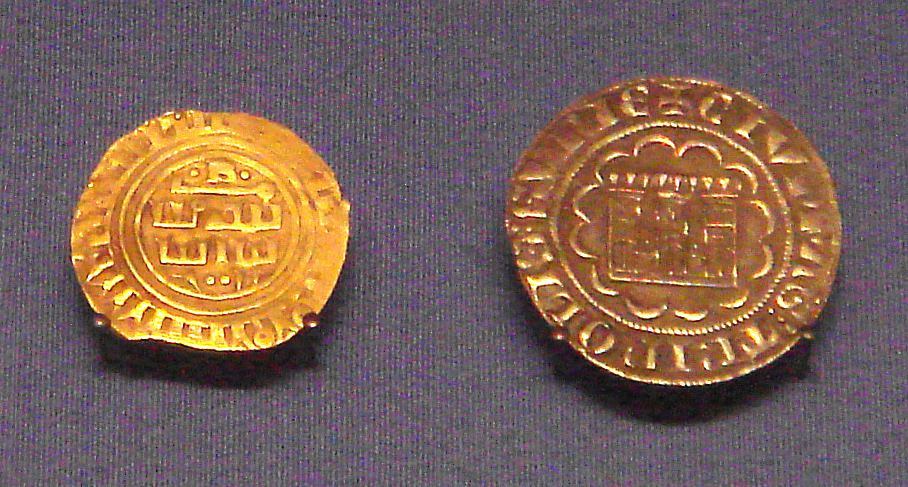
Трипольский золотой безант на арабском языке (1270—1300 годы) и трипольский серебряный грос (1275—1287 годы), Британский музей.

В Османский период Триполи стал провинциальной столицей и главным городом эялета Триполи, охватывая прибрежную территорию от Библоса до Тарсуса и внутренних сирийских городов Хомс и Хама; двумя другими эялетами были Алеппо и Дамаск. До 1612 года Триполи считался портом Алеппо. Она также зависела от внутренней торговли Сирии и сбора налогов с горных районов. Триполи был свидетелем сильного присутствия французских купцов в течение XVII и XVIII веков и стал объектом интенсивной межевропейской конкуренции за торговлю. Триполи был превращён в центр санджака в вилайете Бейрута в XIX веке и сохранял свой статус до 1918 года, когда он был захвачен британскими войсками.
Общественные работы в османском Триполи включали восстановление цитадели Триполи Сулейманом I. Более поздние губернаторы внесли дополнительные изменения в первоначальную структуру города крестоносцев, используемую в качестве гарнизонного центра и тюрьмы. Хан аль-Сабун (первоначально военный барак) был построен в центре города, чтобы контролировать любое восстание. Османский Триполи также стал свидетелем развития южного входа в город и многих зданий, таких как мечеть Аль-Муаллак или висячая мечеть (1559 года), мечеть Аль-Таххан (начало XVII века) и мечеть Аль-Тавба (мамлюкская постройка, разрушенная наводнением 1612 года и восстановленная в ранний Османский период). Он также включал в себя несколько светских зданий, таких как Хан аль-Сабун (начало XVII века) и хаммам аль-Джадид (1740 год).
Османы создали несколько новых жилых районов, окружающих город мамлюков, увеличив его размер. Они удвоили число мечетей, школ, террас, бань и ханов, пока в городе не появилось 44 хана. Мечети и школы были смежными и даже сходились. Среди достопримечательностей османской эпохи до нас дошли — мечеть Мавлави Дервиш Ткья, мечеть Хаммам аль-Азм (аль-Джадид), мечеть Махмуда Бек аль-Санджака, мечеть Махмуда Лотфи аль-Зайи (аль-Муатид), мечеть аль-Хамиди, Шабиль аль-Баша, мечеть Мухаммад Паша, мечеть Сабил аль-Захид и Табил аль-Захид. Порт (старый Триполи) восстановил свою коммерческую роль, появилось большое количество европейских представительств, а также агентств и крупных складов для размещения разных товаров как хлопок, сахар, мыло, ткани, фрукты, парфюмерия, изделия из кожи, зерно и т. д., экспортируемых и импортируемых из порта Триполи.
Турецкая эпоха в Триполи является самой длинной исламской эпохой в городе, распространяя своё влияние на регион на последующие четыре столетия, за исключением восьми лет правления Египта, когда Ибрагим-паша, сын Мухаммеда Али, захватил его в 1832 году. Он вернулся туркам-османам после того, как египтяне отступили в 1840 году, затем город перешёл под французский мандат в 1918 году.

### Современность
Он оставался наиболее развитым среди прибрежных городов до 1920 года, когда, как и другие прибрежные города, он стал частью независимого Ливана. По состоянию на 1943 год Триполи был вторым по велечине городом после Бейрута и стал столицей провинции Северный Ливан.
Во время гражданской войны в Ливане в 1975—1990 годах в Триполи, как и во всех крупных городах страны, происходили столкновения.
С 2011 года город вновь стал местом столкновений между суннитами и алавитами в связи с продолжающейся гражданской войной в Сирии (см. Конфликт в Ливане (2011—2017)). Возрождается предшествующий конфликт Баб-эль-Таббанех — Баал Мохсен, который является одним из повторяющихся аспектов отношений между суннитскими жителями Баб-аль-Тиббанеха и алавитскими жителями Баала Мохсена.
В ночь на ураза-байрам с 3 по 4 июня 2019 года в результате теракта погибли два солдата ливанской армии, два сотрудника сил безопасности, а также смертник.
Город является одним из лидеров протестного движения 2019 года против политики конфессионализма, коррупции и социального неравенства.

## Демография
В Триполи подавляющее большинство населения мусульмане-сунниты. Небольшая община ливанских алавитов сосредоточена в районе Джебель-Мохсен. Христиане составляют около 5 % населения города.

## География

### Климат
Триполи имеет жаркий летний средиземноморский климат (Csa) с мягкой влажной зимой и очень сухим, жарким летом. Температура умеренная в течение всего года из-за тёплого средиземноморского течения, идущего из Западной Европы. Таким образом, температура зимой выше примерно на 10 °C, а летом-примерно на 7 °C по сравнению с внутренними районами Ливана. Хотя снег это крайне редкое явление, которое случается примерно раз в 50 лет, град встречается довольно часто и довольно регулярно зимой. Осадки концентрируются в зимние месяцы, а лето, как правило, очень сухое.
| Показатель                 | Янв. | Фев. | Март | Апр. | Май  | Июнь | Июль | Авг. | Сен. | Окт. | Нояб. | Дек. | Год  |
| -------------------------- | ---- | ---- | ---- | ---- | ---- | ---- | ---- | ---- | ---- | ---- | ----- | ---- | ---- |
| Средний максимум, °C       | 16,6 | 17,2 | 19,0 | 21,6 | 24,9 | 27,5 | 29,4 | 30,3 | 29,5 | 27,2 | 23,7  | 18,9 | 23,8 |
| Средняя температура, °C    | 12,9 | 13,4 | 15,0 | 17,5 | 20,7 | 23,6 | 25,7 | 26,6 | 25,4 | 22,9 | 19,3  | 14,8 | 19,8 |
| Средний минимум, °C        | 9,3  | 9,7  | 11,0 | 13,4 | 16,6 | 19,8 | 22,0 | 22,9 | 21,4 | 18,7 | 14,9  | 10,8 | 15,9 |
| Норма осадков, мм          | 183  | 131  | 110  | 49   | 17   | 2    | 1    | 1    | 9    | 57   | 112   | 176  | 848  |
| Источник: Climate-Data.org |      |      |      |      |      |      |      |      |      |      |       |      |      |

### Прибрежные острова

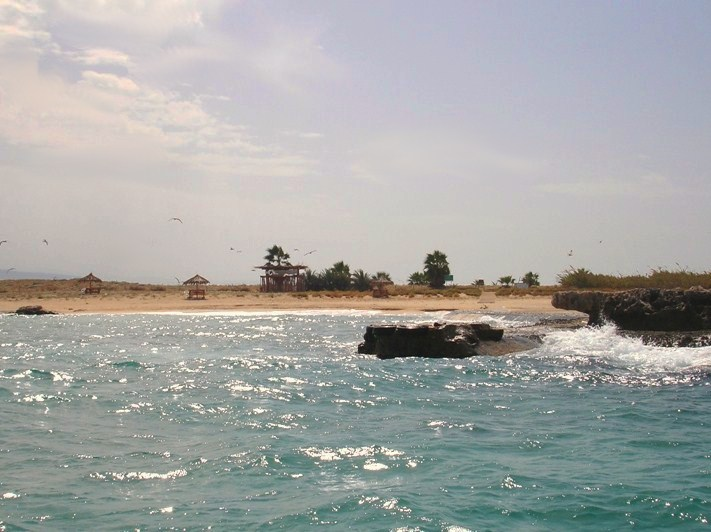
Пальмовые острова.

В Триполи много прибрежных островов. Природный заповедник пальмовых островов, или кроличий остров, является самым большим из островов площадью 20 гектаров (49 акров). Название «Аранеб» или кролики происходит от огромного количества кроликов, которые выращивались на острове во времена французского мандата в начале XX века. Сейчас это природный заповедник для зелёных черепах, редких птиц и кроликов. Объявленный ЮНЕСКО охраняемой территорией в 1992 году, вся опасная для природы деятельность запрещена. Помимо живописного ландшафта, Пальмовые острова также являются объектом культурного наследия. Свидетельства человеческого пребывания, датируемые периодом крестоносцев, были обнаружены во время раскопок 1973 года Главным управлением древностей. Бакарский остров, также известный как остров Абдулвахаб, был арендован Аделем и Хиереддином Абдулвахабом в качестве верфи, начиная с османского владычества и до сих пор хорошо известного судового и морского подрядчика. Во время крестовых походов он также был известен как остров Святого Фомы. Он находится ближе всего к берегу, и добраться до него можно по мосту, построенному в 1998 году. Название острова Беллан происходит от растения, найденного на острове и используемого для изготовления мётел. Некоторые люди утверждают, что название происходит от слова синий кит (Baleine по-французски), которое появилось в начале XX века. Остров Фанар имеет длину 1600 метров (5200 футов) и является местом, где стоит маяк, построенный в 1960-х годах.

## Архитектура

### Цитадель Раймона де Сен-Жиля
Цитадель получила своё название от Раймунда де Сен-Жильского, который правил городом в 1102 году и приказал построить крепость, которую он и назвал Мон-Пелерен (Гора паломника). Первоначальный замок был сожжён в 1289 году, неоднократно перестраивался и был восстановлен в 1307-1308 годах эмиром Эссендемиром Курги.
Позже цитадель была частично перестроена в османской период и сохранила свой вид до сего дня, крепость имеет массивные османские ворота, над которыми находится гравюра Сулеймана I, по чьему приказу крепость была отремонтирована. В начале XIX века цитадель была тщательно восстановлена османским губернатором Триполи Мустафой Ага Барбаром.

### Часовая башня

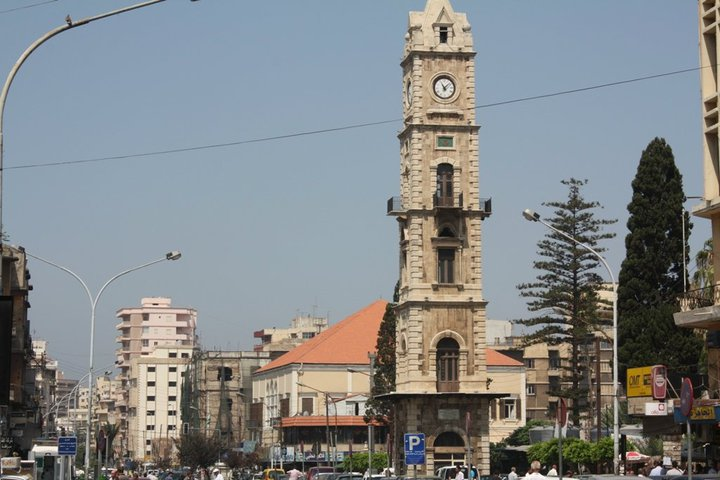
Часовая Башня Аль-Телль.

Часовая башня — это один из самых знаковых памятников в Триполи. Башня расположена на площади Аль-Телль и была построена османами в качестве подарка городу Триполи. Часовая башня подверглась полной реконструкции в 1992 году при личном финансировании почётного турецкого консула северного Ливана Собхи Аккари, а вторая произошла в феврале 2016 года в качестве подарка от турецкого премьер-министра в сотрудничестве с Комитетом древностей и наследия муниципалитета Триполи, и теперь часовая башня снова работает. Аль-Маншие, который является одним из старейших парков Триполи, расположен рядом с часовой башней. Эта часовая башня была возведена в 1906 году в честь 30-летия османского султана Абдулхамида II, как и Яффская часовая башня и многие другие по всей империи.

### Хаммамы

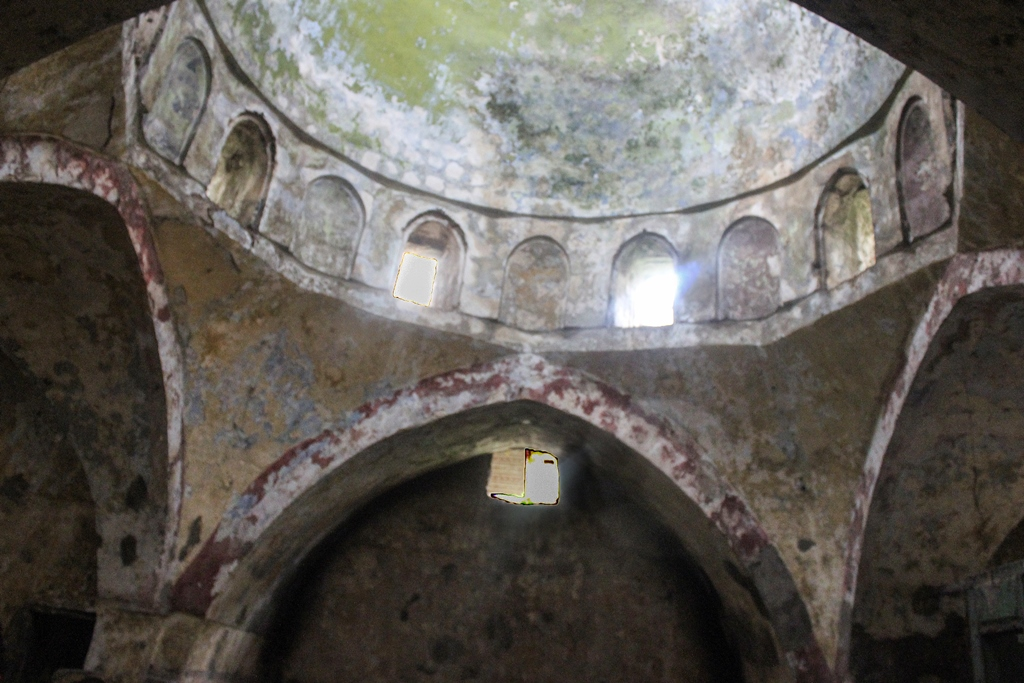
Хаммам ан-Нури в Триполи.

Когда Ибн Батута посетил Триполи в 1355 году, он описал недавно основанный город мамлюков. «Пересекаемые водными каналами и полные садов», — он пишет, — «дома построены недавно. Море лежит в двух лье от нас, и на берегу видны развалины старого города. Он был взят франками, но аль-Малик Ат-Тахир (Калаун) отнял его у них, а затем превратил это место в руины и построил нынешний город. Здесь есть прекрасные ванны».
Действительно, хаммамы, построенные в Триполи первыми мамлюкскими правителями, были великолепными сооружениями, и многие из них сохранились до наших дней. Некоторыми из наиболее известных являются:
- Абед
- Изз Эль-Дин
- Хаджеб
- Джадид
- Ан-Нури, построенный в 1333 году мамлюкским правителем Нур-Эль-Дином, расположен в непосредственной близости от большой мечети Триполи[21].

### Ярмарочная площадь
Оскару Нимейеру было поручено спроектировать Международный выставочный центр Триполи в 1963 году, но в 1975 году гражданская война в Ливане прервала строительство этой модернистской достопримечательности. Участок площадью 10 000 гектаров и его 15 зданий остаются сегодня незавершёнными бетонными конструкциями.

### Церкви
Многие церкви в Триполи являются напоминанием об истории города. Эти церкви также показывают разнообразие христиан в Ливане и особенно в Триполи:
- Католическая церковь Бешара
- Армянская евангелическая баптистская церковь
- Латинская церковь (Римско-Католическая)
- Мутранская церковь
- Армянская православная церковь
- Греко-католическая церковь
- Сирийская православная церковь Святого Ефрема
- Православная церковь Святой Елии
- Горная церковь пилигримов Святого Иоанна
- Католическая церковь Святого Георгия
- Православный собор Святого Георгия
- Православная церковь Святого Георгия
- Католическая церковь Святого Иосифа
- Церковь Святого Иоанна Маруна
- Маронитская церковь Святой Марии Сальвадор
- Маронитская церковь Святой Марии
- Михайловская православная церковь
- Михайловская маронитская церковь — Аль Куббе
- Михайловская маронитская церковь
- Православная церковь Святого Николая
- Церковь Святого Фомы

### Мечети
Триполи богат, в нём есть много мечетей, разбросанных по всему городу. В каждом районе города есть мечеть. Во времена мамлюков было построено много мечетей, и многие из них сохранились до наших дней.
Некоторые из наиболее известных мечетей:
- Аттар
- Абу Бакр Аль Сиддик
- Аргун Шах
- Бертаси
- Кабир Аль-Аали
- Махмуд Бейк санджак
- Большая Мечеть Мансури
- Мечеть Омара Ибн Эль-Хаттаба
- Сиди Абдель Вахед
- Мечеть Тауба
- Мечеть Тавджих
- Мечеть Тайнал
- Мечеть Аль-Башир
- Мечеть Хамза
- Мечеть Аль-Рахма
- Мечеть Аль-Салам

Кладбище Аль-Гураба, где хоронили погибших во время гражданской войны, находится в черте города.

## Образование
В Триполи имеется большое количество школ, государственных и частных. Город также обслуживается несколькими университетами в черте города, а также в районе метро.
Университеты в Триполи и районе метро являются:
- Университет Триполи Ливан
- ливанский университет — Северо-ливанский филиал
- Университет Святого Иосифа — Северный Ливан
- Ливанский Международный университет (Дахр-Эль-Эйн, недалеко от города)
- Манарский университет в Триполи
- Цзинаньский университет Ливан
- Баламандский университет (Кельхат, в районе Кура, сразу за городом)
- Университет Нотр-Дам (Барса, в районе Кура, сразу за городом)
- Университет искусств, наук и технологий в Ливане — северо-ливанский филиал
- Бейрутский арабский университет — северо-ливанский филиал
- Университет Святого Эспирта Каслик — Чекка (находится за городом)
- Ливано-французский технологический и прикладной университет (Торгово-промышленная палата)
- Университет Азм

## Экономика
В Триполи 36 % населения живут за чертой бедности, а 60 % молодёжи безработные.

### Международная ярмарка в Триполи
Международная ярмарка в Триполи, официально известная как Международный выставочный центр имени Рашида Карами, представляет собой комплекс зданий, спроектированных бразильским архитектором Оскаром Нимейером. Это место было построено для проведения Всемирной выставки в городе, но строительство было остановлено в 1975 году из-за начала гражданской войны в Ливане и никогда не возобновлялось. Этот участок включает в себя 15 полузаконченных зданий Нимейера на площади примерно 1 км² (250 акров) недалеко от южного входа в Триполи.

### Коммерция
Триполи, когда-то экономически сопоставимый с Бейрутом, в последние десятилетия пришёл в упадок. Такие организации, как ассоциация бизнес-инкубаторов в Триполи (BIAT), в настоящее время пытаются возродить традиционные экспортные предприятия, такие как производство мебели, кустарных изделий из меди, мыла, а также расширить новые отрасли промышленности, такие как офшорное программирование и новые технологические изобретения.
Специальная экономическая зона Триполи (СЭЗТ) была создана в 2008 году для предоставления льгот по многим налогам и сборам для инвестиционных проектов, имеющих более 300 000 долларов капитала и более половины своих работников из Ливана. Это участок площадью 55 гектаров, прилегающий к порту Триполи.
Недавно был разработан и поддержан рядом консультативных советов, включая влиятельных ключевых правительственных чиновников и видных бизнесменов города, план развития Триполи под названием «Tripoli Vision 2020». Цель проекта состоит в том, чтобы обеспечить комплексную основу, состоящую из поощрения инвестиций, инвестирования, обучения, переподготовки кадров, размещения талантливых специалистов и продвижения продукции для оживления экономики города. Проект «Tripoli Vision 2020» был спонсирован офисом премьер-министра Саада Харири совместно с офисом депутатов парламента Триполи с комплексным исследованием, проведённым Самиром Хреимом из SCAS Inc.

### Хан мыловарня

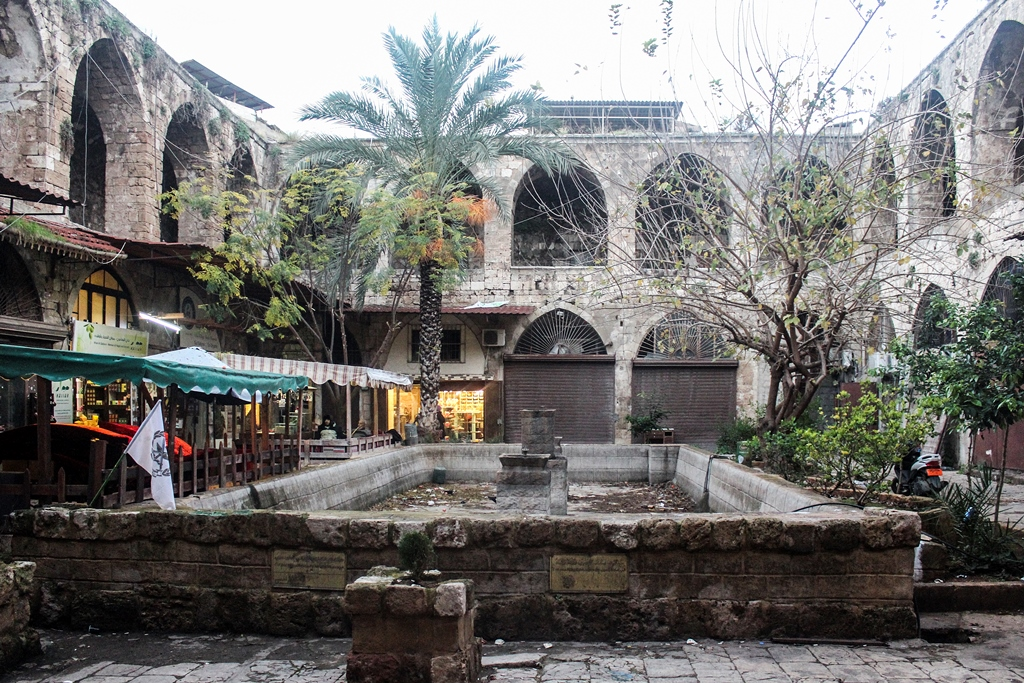
Хан мыловарня, Триполи, Ливан.

В хане мыловарня, построенного вокруг квадратного двора, украшенного фонтаном, расположены мыловаренные мастерские и магазины.
В конце XV века губернатор Триполи Юсуф Сайфа-паша основал Хан аль-Сабун (отель торговцев мылом). Этот рынок был закончен в начале XVI века, в последние дни правления мамлюков. Производство мыла было очень популярно в Триполи. Там рынок превратился в торговый центр, где производилось и продавалось мыло. После этого торговцы из Триполи начали экспортировать своё мыло в Европу.

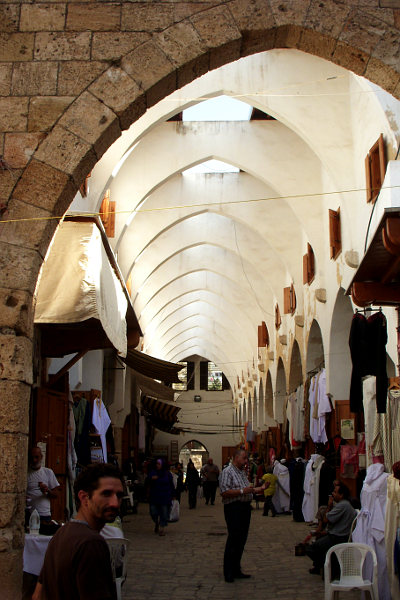
Хан портных.

Первоначально ароматизированное мыло предлагалось в качестве подарков в Европе, и в результате в Триполи развивалась ручное изготовление мыла. В связи с постоянным ростом спроса ремесленники стали рассматривать мыловарение как настоящую профессию и настоящее искусство, что привело к увеличению спроса на трипольское мыло в различных арабских и азиатских странах. В настоящее время в Триполи производится и продаётся много разновидностей мыла, таких как мыло против акне, увлажняющее мыло, мыло для похудения и так далее, что увеличило экспорт этих мыльных изделий.
Сырьём, используемым для этих видов мыла, является оливковое масло. Трипольское мыло также состоит из: мёда, эфирных масел и натурального ароматического сырья, такого как цветы, лепестки и травы. Мыло сушат на солнце, на сухом воздухе, что позволяет испаряться воде, которая служила для смешивания различных ингредиентов. Сушка длится почти три месяца. Когда вода испаряется, на поверхности мыла появляется тонкий белый слой из соды, которая поступает из морских солей. Мастер очень осторожно чистит мыло рукой до тех пор, пока следы порошка полностью не исчезнут.

### Хан эль-Хайятин
В отличие от других ханов, построенных вокруг квадратного двора, эль-Хайятин, построенный в XIV веке, представляет собой 60-метровый проход с арками по бокам.

### Арабские сладости
Триполи известен в регионе своими арабскими сладостями, где люди считают его одной из главных достопримечательностей и причин посетить город. Некоторые кондитерские даже создали регионально и даже международно признанную торговую марку, такую как Abdul Rahman & Rafaat Al Hallab, оба стали настолько популярными, что они открывают магазины за пределами Триполи и отправляя коробки конфет по всему миру.

## Города-побратимы
У Триполи есть следующие города-побратимы:
1. Неаполь (итал. Napoli), Италия;
2. Дамаск (араб. دمشق‎), Сирия;
3. Ларнака (греч. Λάρνακα), Кипр;
4. Фару (порт. Faro), Португалия;
5. Тулуза (фр. Toulouse), Франция;